# Szirak (miejscowość)
Szirak – wieś w Armenii, w prowincji Szirak. W 2011 roku liczyła 1153 mieszkańców.